# Porta Savonarola

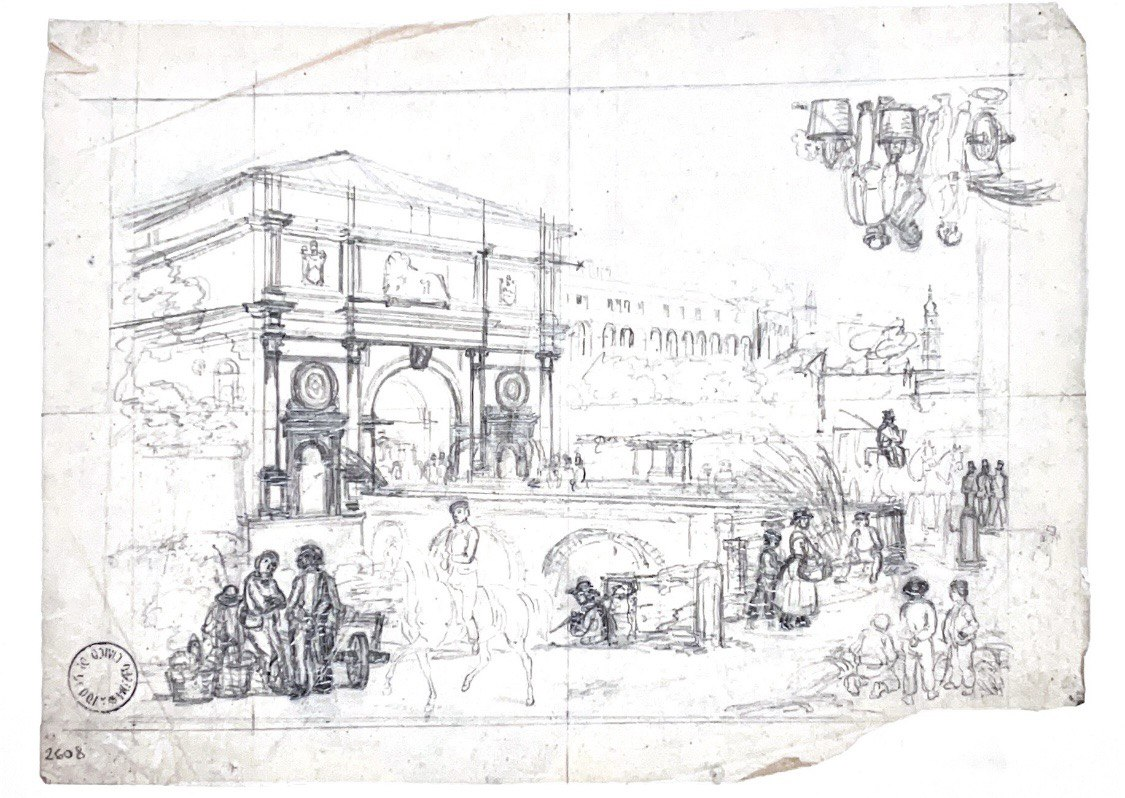
Pietro Chevalier (Corfou, 1795 - Padoue, 1864), Vue de la Porta Savonarola à Padoue, Padoue, Musées Civiques, Musée d'Art Médiéval et Moderne, inv. 2608.

La Porta Savonarola est l'une des huit portes d'accès des murs du XVIe siècle de la ville de Padoue. L'architecte, Giovanni Maria Falconetto, n'étant pas un ingénieur militaire, s'est davantage concentré sur la beauté formelle du bâtiment, mais sans négliger sa fonction première défensive.
La construction de la Porta Savonarola a commencé en 1528 et s'est terminée en 1530, pour compléter le projet de fortification de la ville de Padoue par la république de Venise. La porte est construite sur le modèle de l'arc de triomphe romain. Les façades sont décorées d'armoiries en pierre d'Istrie.
La Porta Savonarola est la porte nord-ouest des murs, aujourd'hui à l'intersection de via Vicenza, via Savonarola et corso Milano.

## Histoire
Pendant et après les années de la guerre de la Ligue de Cambrai, la Sérénissime a promu une série d'initiatives architecturales telles que la construction des murs de Padoue, étant la dernière ville de la République à défendre. Le projet devait construire huit portes d'accès à la ville, un nombre peu élevé car la structure de la porte est un point très faible. Les travaux de fortification ont commencé en 1509 et Giovanni Maria Falconetto a conclu l'entreprise avec l'achèvement de la Porta Savonarola construite en 1528 et terminée en 1530.

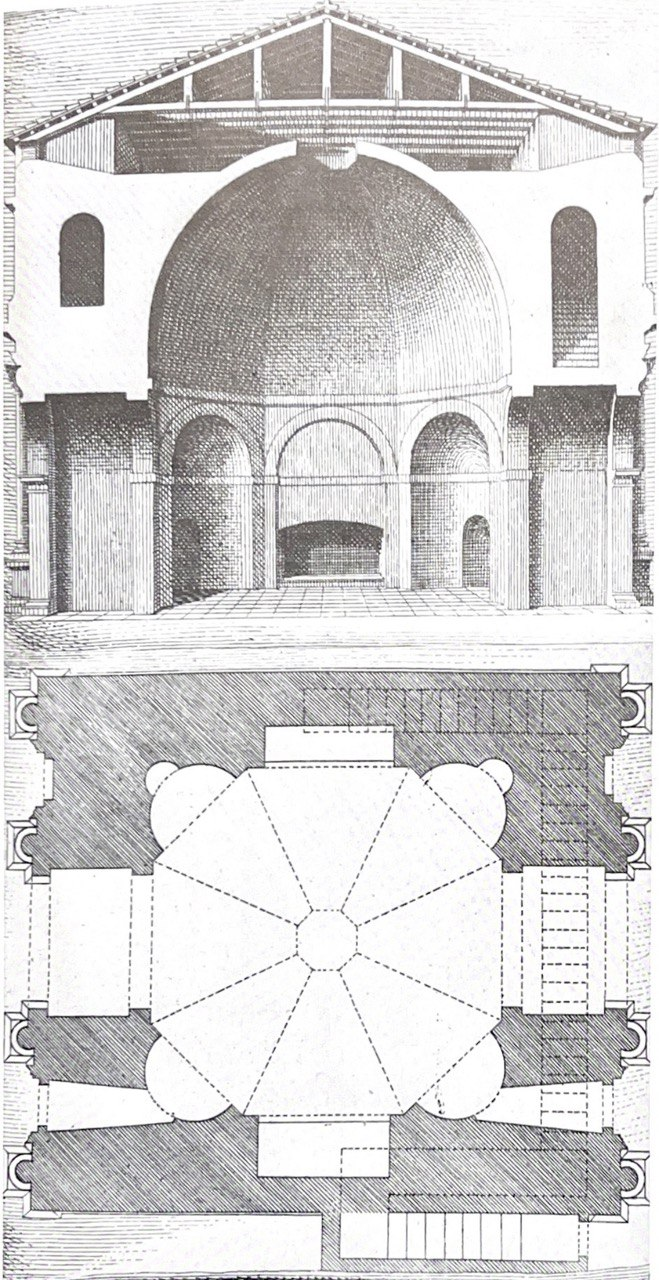
Plan et section de gravure par Visentini, bibliothèque du Musée Correr, Venise.

Les armoiries.
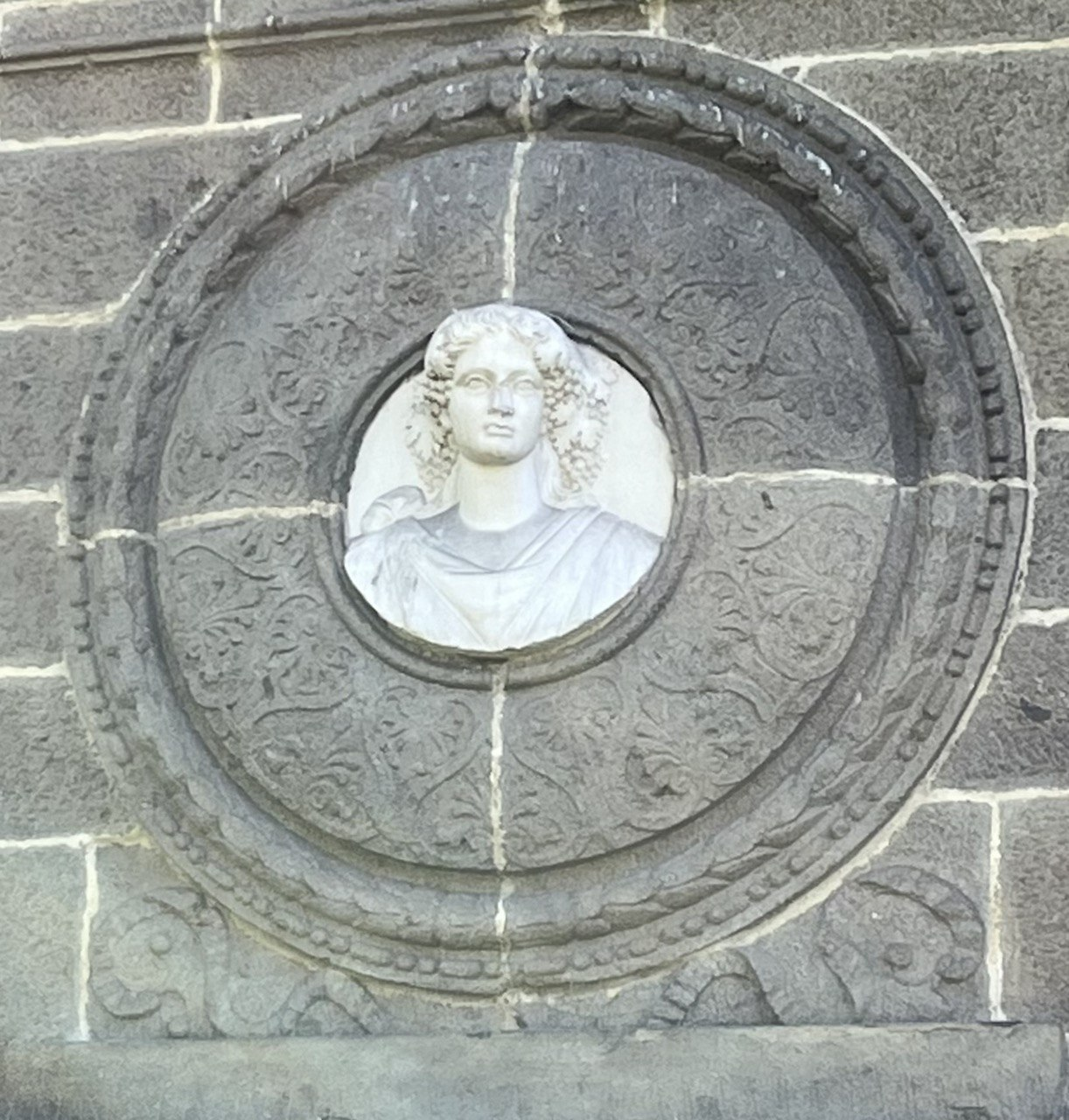
Armoirie de Pomone
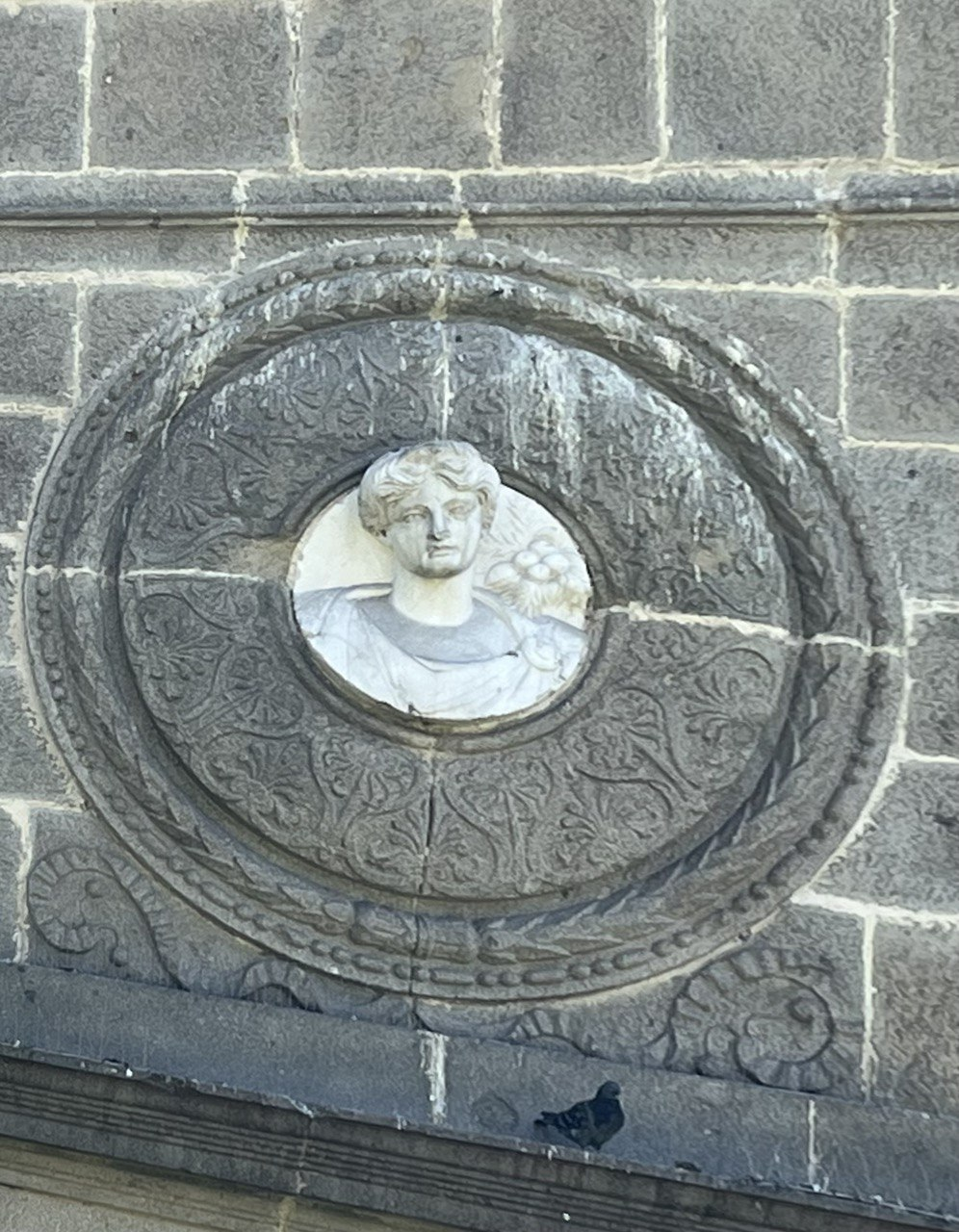
Armoirie de Bacchus
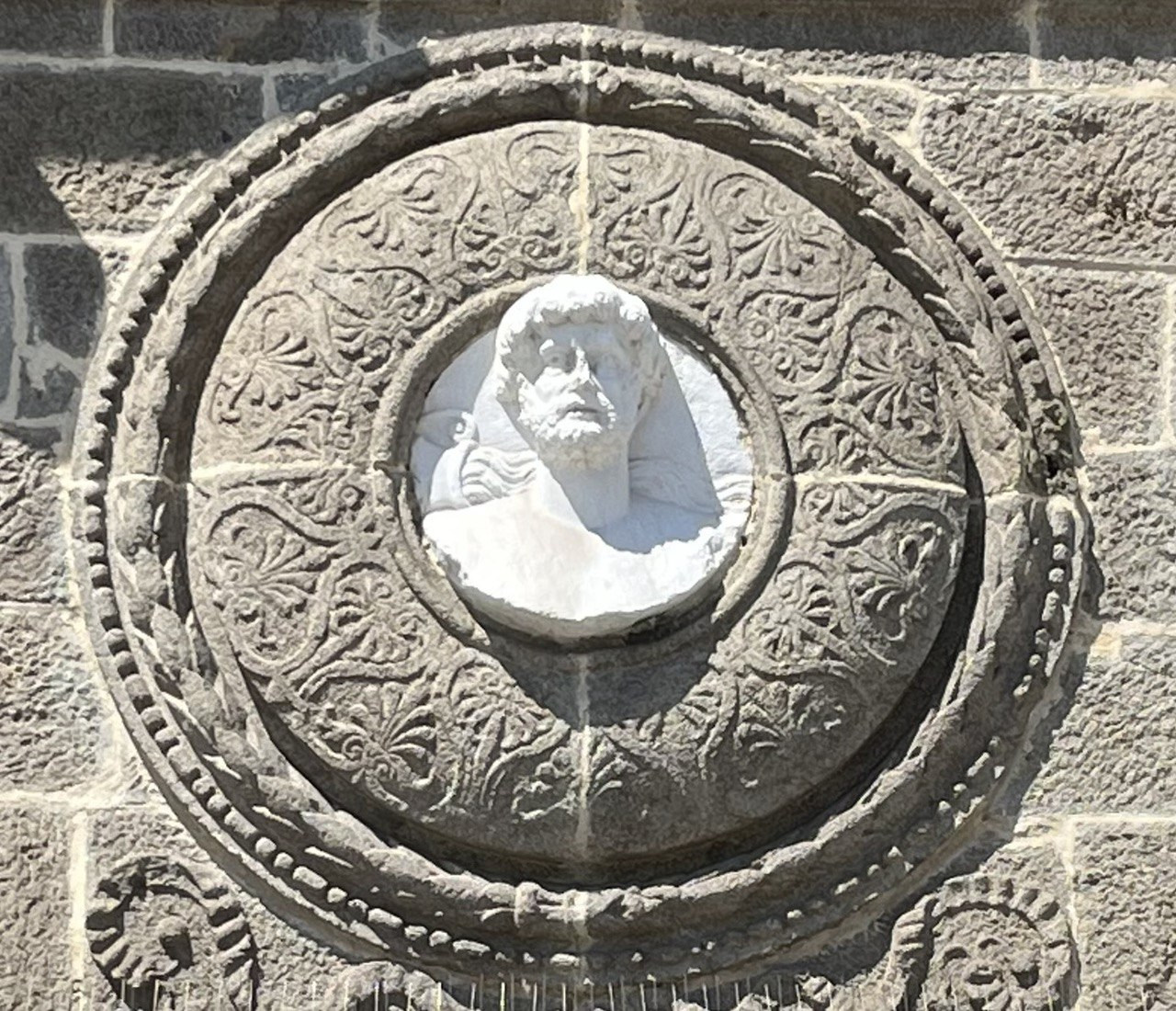
Armoirie de Médée
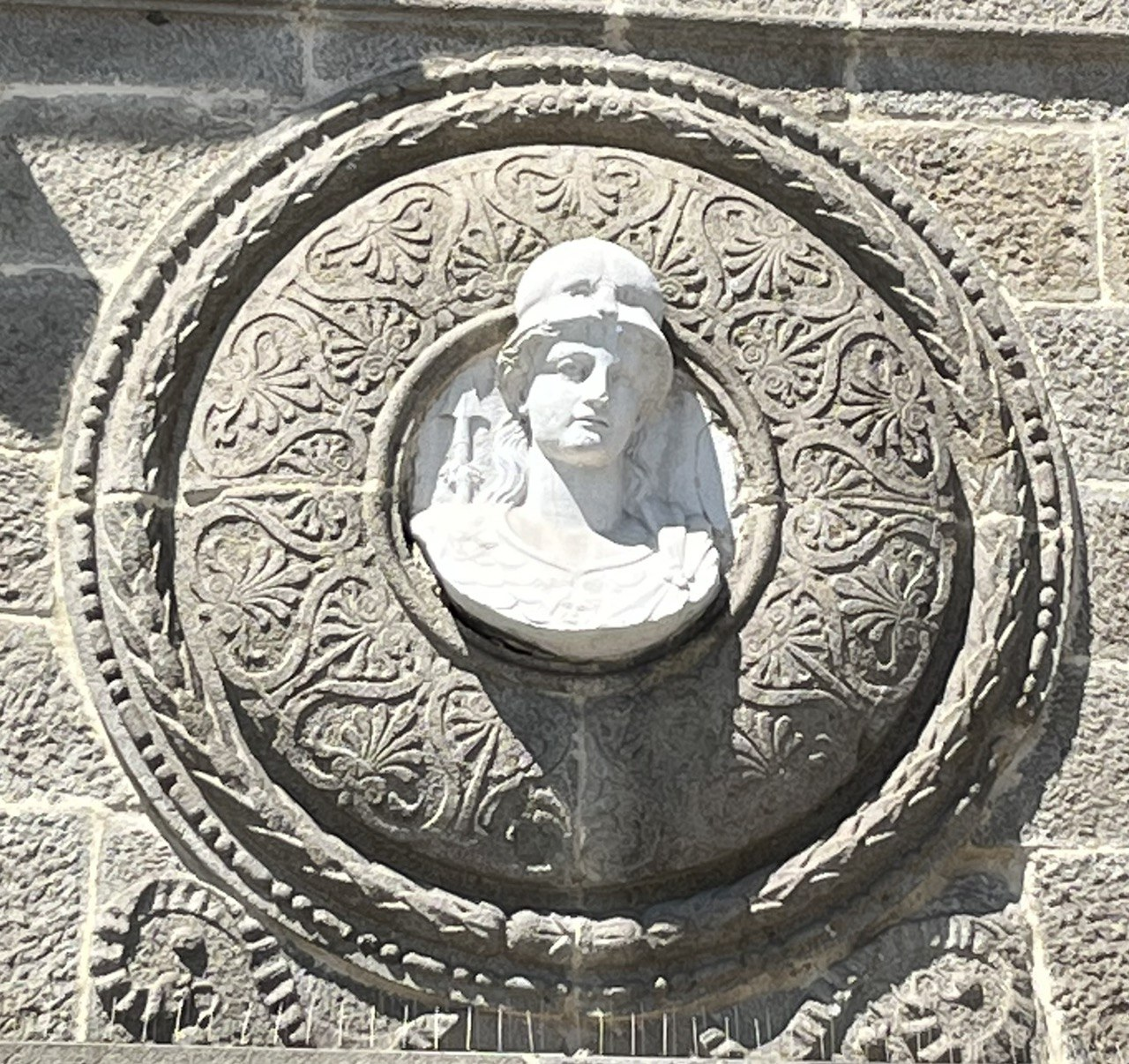
Armoirie de Minerve